# 舊巴比倫帝國
巴比倫的第一個王朝由阿摩利人統治，一般史稱巴比倫第一王朝；其歷史可以追溯到公元前1894年，建立於烏爾第三王朝毀滅百餘年後的伊辛-拉爾薩時期。這一王朝在漢謨拉比的統治下取得了對整個兩河流域的霸權，因此也被稱之為古巴比倫帝國。在漢謨拉比之後，古巴比倫難以控制周邊地區而霸權崩潰，最終在前1595年滅亡。
巴比倫第一王朝的年表存在爭議，因為巴比倫國王名單存在版本區別。對於巴比倫國王的在位年份，使用更廣泛的是列表A；列表B中給出的統治年限則一般較長。